# Kościół św. Apostołów Piotra i Pawła w Dobrzykach
Kościół św. Apostołów Piotra i Pawła w Dobrzykach – rzymskokatolicki kościół parafialny zlokalizowany we wsi Dobrzyki (województwo warmińsko-mazurskie). Jest siedzibą parafii św. Apostołów Piotra i Pawła w Dobrzykach.

## Historia i architektura

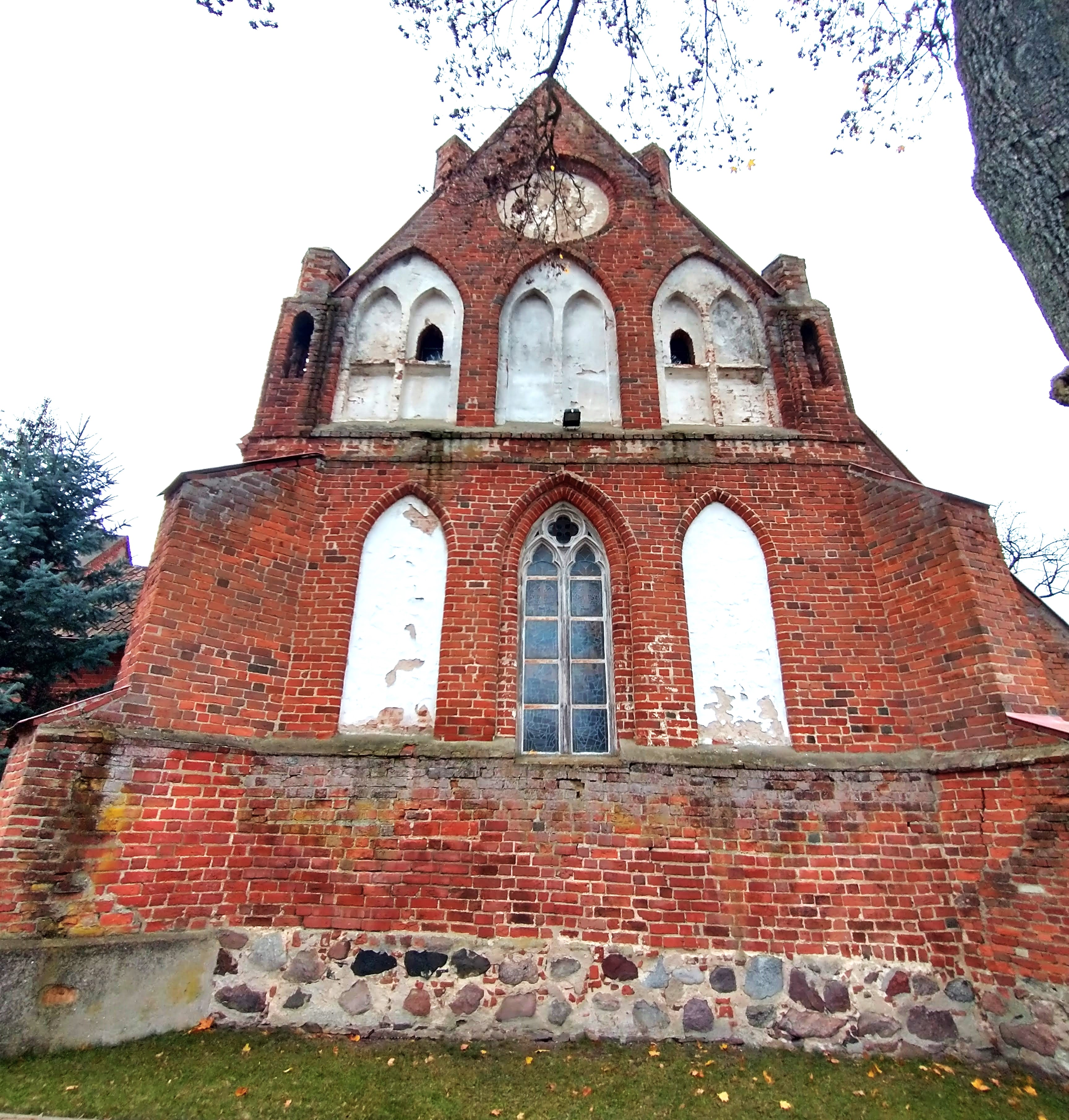
Ściana szczytowa

Elewacja wschodnia powstała przed 1320, co określił w 1893 A. Boetticher. W latach 40. XX wieku datowanie to powtórzył B. Schmid, a badania potwierdził B. Chodakowski w 2002 i Ch. Hermann w 2007. Czas budowy prezbiterium określono na lata 1320-1330, a nawy na okres 1360-1380. Restauracji obiektu dokonano w latach 1776 i 1864. Drewniana wieża pochodzi z 1796, a organy z 1776 (zbudował je Obuch z Morąga i zostały rozbudowane w 1910 w trakcie remontu całego obiektu). Podczas reformacji świątynię przejęli protestanci. Od XVI wieku nabożeństwa były głoszone w języku polskim, ponieważ Polacy licznie zamieszkiwali tereny.
W XVII i XVIII wieku obiekt był filią parafii w Zalewie. Obsługiwali go polscy diakoni (jeszcze w 1890 parafię zamieszkiwało około stu osób posługujących się językiem polskim). Po 1945 kościół odzyskali katolicy. W 1968 został wpisany do rejestru zabytków (nr A-1053). Wpis dotyczył też terenu okołokościelnego, stanowiącego niegdyś cmentarz. 8 sierpnia 1972 biskup Józef Drzazga przywrócił parafię w Dobrzykach.
Wystrój wnętrza pochodzi z warsztatu Jana Marschala. W posadzkę kościoła wmurowano płytę nagrobną pochodzącą z 1700.